# Максим Оса та золото Песиголовця
«Максим Оса та золото Песиголовця» — український детективний фільм 2022 року за мотивами графічного роману Ігоря Баранька «Максим Оса». Режисер — Мирослав Латик. Перша в історії українського кінематографу екранізація коміксу.
Знімання фільму цілком відбувалися в Україні. Вироблено «ТОВ Кіностудія дитячих та юнацьких фільмів ім. О. О. Ханжонкова» на замовлення Державного агентства України з питань кіно.
Козака Максима Осу звинувачують у вбивстві побратимів, які везли золото на Січ. Єдиний свідок стверджує, що це справа рук чудовиська песиголовця. Довівши свою непричетність, Максим береться сам знайти вбивцю і вкрадене ним золото. Серед підозрюваних: господар маєтку, де зупинялися козаки, його молода дружина, ще молодша донька, каштелян замку і відьма-відлюдниця.
Гасло фільму: «Не вір своїм очам».

## Сюжет
Восени 1636 року польський король відправляє на Січ платню, аби запобігти заворушенням серед козаків. Але п'ятеро козаків (Бубен, Келеп, Бугай, Сивий та Хвіст), які везли ці гроші, не повернулися на Січ. Їм трапляється дивна постать, з якою козаки вирішують битися. Тим часом їм на зустріч, із Січі, вирушив хорунжий Корсунського полку Максим Оса, щоб разом перетнути найнебезпечнішу ділянку — Дике Поле.
Козаки мали зустрітися в шинку єврея Нахмана. Поки Максим Оса чекає на решту, відвідувачі шинку дізнаються про його незвичайні пригоди: як йому помилково зробили могилу в рідному селі та як він урятував 300 козаків у Криму з татарського полону. Нахман вимагає з Оси платню за проживання та горілку, але той каже, що за все розрахуються козаки, на яких він чекає. Наступного ранку до шинку з'являється наймолодший із загону, — Хвіст, напівживий та без золота. Хвіст каже, що решту вбив песиголовець.
Оса з Хвостом їде туди, де той востаннє бачив зниклих козаків — у землях, охоплених епідемією чуми, в замку князя, пана Йожефа Пшелуцького. Оса знаходить лише трупи на старому кладовищі. На місці злочину також з'являється каштелян замку, пан Карл Фогіль. Він запідозрив Осу в убивствах та пограбуванні та разом з недоумкуватим слугою Анджеєм схоплює його. Тож Осу заковують у кайдани та доставляють до замку. Карл допитує Осу щодо того де зникло золото, Анджей йому підтакує, граючись із вогнем. Тортури зупиняє князь Йожеф. Але Карл наполягає, що це розбійник, а про Хвоста каже, що той помер від ран, завданих Осою.
Наступного дня дружина князя, Хелена, цікавиться хто новий полонений. Її прийомна дочка Маринка, помітивши Осу, наказує випустити козака, щоб потренуватися на ньому в фехтуванні. Маринка програє дуель, проте Йожеф схвалює, що дівчина отримала гарний урок. Йожеф згадує колишні подвиги Оси та пропонує йому розслідувати зникнення золота. Але Карл пізніше пропонує козакові гроші, щоб він непомітно втік і не повертався. Анджея як єдиного свідка він посилає навздогін, щоб той втонув у болоті.
Узявши гроші, Оса тікає, але потрапляє в лісі у пастку, поставлену відьмою. Відьма дорікає Осі, що він надто жадібний. Присоромлений козак повертається на місце вбивства і натрапляє на Анджея, котрого витягує з болота.
Потім Оса повертається до замку, викриваючи Карла в брехні. Здивований Йожеф просить розказати що дізнався козак. Оса показує одну з загублених монет і сліди, схожі на звірині; він також зазначає, що один кінь (а з ним і сумка з золотом) зник, а з песиголовцем була ще якась особа. Маринка не вірить Осі і ображається на батька, що він слухає козака. Йожеф вимагає будь-що знайти зникле золото.
Уночі Оса чує спів Хелени та входить у її покої. Хелена здогадується, що козак не все розповів князеві. Вона зазначає, що відьма в лісі — це Марта, якій за наказом князя викололи очі. Згодом Осу відвідує Маринка, бажаючи дізнатися що він замовчує, але козак не зізнається. Він зауважив наївний потяг Анджея до вогню й те, що на кладовищі були сліди полум'я, але не впевнений, що вбивця саме слуга.
Зранку, навчаючи Анджея пити каву, Оса розуміє, що козаків приспали якимось зіллям. Цей й пояснює чому їх так легко повбивали. Анджей каже, що козакам Маринка давала якийсь напій у дорогу. Повернувшись на місце злочину, Оса зауважує червоні нитки, розвішані Мартою. Нитки приводять його до святилища, де на нього чекає відьма. Марта розкриває, що вона перша дружина Йожефа, яку він осліпив і вигнав через народження хворого сина Анджея. Відьма підказує не вірити своїм очам, щоб розшукати людину, яка отруїла козаків.
Оса виявляє, що Хелена займається створенням ліків для свого чоловіка, і кличе Йожефа, бо впевнений, що отруту виготовила вона. Несподівано лунає крик Анджея, котрий стверджує, що поблизу песиголовець. Виявляється, хтось убив Хелену отруєним ножем, поки до неї йшов Йожеф. Підозри падають на Маринку. Її замикають у клітці, Карл дякує за розкриття справи.
Однак, Оса тільки вдає, що знайшов убивцю козаків. Він вирахував, що справжній злочинець (чи принаймні один зі спільників) — це Карл, і знову йде на кладовище, щоб перевірити свою здогадку. Закопуючи труну з Хвостом, Оса озвучує свої міркування. Тоді його несподівано приголомшують спільники Нахмана і закопують живцем.
Козак виготовляє в труні імпровізовану гранату, завдяки якій розкидає землю й вибирається з могили. Він з'являється в шинку, коли злочинці обговорювали як забрати золото, сховане в старому костьолі, вбиває спільників Нахмана, а його самого примушує зізнатися. Нахман розповідає, що викрадення золота замовив Карл, який насправді Марек, брат Хелени.
У костелі біля вогнища Оса зустрічає Карла, котрий пояснює свої мотиви. Йожеф хотів відкрити академію, але Карл вважав, що більшу вигоду принесе прокладення дороги для торгівлі з турками. Однак довго пояснювати злочинець не намірений, він тікає, забравши золото, коли до костелу приходить приваблений вогнем песиголовець — істота, вкрита шерстю, з собачою головою. Оса зарубує песиголовця і виявляє, що це переодягнений Анджей. З його останніх слів козак з'ясовує, що Хелена не померла, а випила ліки, щоб виглядати мертвою. Заволодівши золотом, вона бажає вбити чоловіка та втекти за океан із Карлом. Але песиголовець усе ж певною мірою справжній — це жорстоке альтер-его наївного Анджея, що пробуджується від споглядання вогню.
Коли Карл вішає Маринку, а Хелена примушує Йожефа дивитися на це, до замку повертається песиголовець. Звір убиває Карла і знімає маску, під якою виявляється Оса. Маринка пронизує Хелену шпагою.
Наприкінці судовий писар занотовує деталі подій у замку Йожефа. Оса зауважує картину в обідній залі, на яку дивиться Йожеф, і за нею знаходить чотири сумки з золотом, яке везе на Січ. Дорогою він зустрічає відьму, яка каже, що ще не все зло на світі скінчилося. Біля неї козак виявляє останню, п'яту сумку з золотом.
Під час титрів оповідач пояснює як ця історія потім обросла легендами. Маринка знаходить маску песиголовця та хитро посміхається.

## У ролях
- Василь Кухарський — козак Максим Оса
- Ольга Макеєва — Хелена, дружина князя Пшелуцького, мачуха Маринки
- Володимир Ющенко — князь Йожеф Пшелуцький
- Володимир Гурін — Анджейка
- Сергій Деньга — Фогіль, каштелян князя Пшелуцького
- Альбіна Корж — Маринка, донька князя Пшелуцького
- Анастасія Михальчук — відьма
- Богдан Бенюк — козак Бубен
- Олег Примогенов — козак Бугай
- Михайло Іллєнко — козак Сивий
- Олег Юрчишин — козак Келеп
- Денис Скрипник — козак Хвіст
- Сергій Шадрін — бандит
- Володимир Федорук — бандит
- Сергій Кузик — шинкар Нахман
- Мирослав Латик — писар
- Андрій Валієв — Песиголовець

## Знімальна група
- Режисер: Мирослав Латик
- Сценарист: Андрій Бабик, Мирослав Латик
- Генеральний продюсер: Валерій Боровик
- Кінопродюсери: Наталя Вітрук, Олександр Дмитренко, Дмитро Хільченко,
- Композитор: Максим Ячмінь, Dario Vero
- Оператор: Костянтин Пономарьов, Тетяна Дуднік
- Монтаж: ТОВ «HLZ TEAM», Мирослав Латик
- Звукорежисер: Максим Ячмінь
- Художник по світлу: Євген Кособуцький, Дмитро Макаренко
- Художник-постановник: Наталія Клісенко
- Художник по костюмах: Наталія Скаржепа
- Художник по гриму: Віталій Скопелідіс
- Менеджер з локацій: Андрій Тичина
- Лінійний продюсер: Владислава Місна
- Директор знімальної групи: Сергій Кисіль
- Координатор виробництва: Інна Ніколайчук, Дмитро Никифоров
- Технічний продюсер: Ілля Ремізовський
- Другий режисер: Олександр Ковбасинський
- Асистенти режисера: Арсен Бортник, Анна Степаненко
- Кастинг: Алла Самойленко
- Асистент по акторах: Оксана Ювженко, Карина Ховрич, Ольга Опанасюк, Анастасія Михальчук
- Асистент звукорежисера: Дмитро Андрєєв
- Асистент художника по костюму: Наталія Островська, Оксана Лях
- Асистенти художника по гриму: Інесса Кірік, Людмила Резнікова, Анна Федорчук, Анна Василенко, Ельвіра Мамедова, Вікторія Сакура, Юлія Андерсон
- Перший асистент оператора-постановника: Артем Галінський, Тарас Скрипник
- Механік камери: Тарас Скрипник, Антон Сєдін
- Плейбек: Віктор Конкевич, Олексій Ємельяненко
- Графічний моушн-дизайн: Тарас Підгірняк
- VFX супервайзер: Артем Хакало, Володимир Хвостіченко
- Кольорокорекція: Максим Фарисей, Артем Сирко
- Освітлювачі: Віталій Михайлюк, Віктор Кузьменко, Олександр Павлишин
- Художньо-постановочна група: Андрій Азархін, Євген Дерека, Андрій Паровий, Ігор Скрипов, Данило Азархін, Дмитро Карпенко, Юрій Гінар, Валентин Вербицький, Юлія Дерека, Віктор Гордійчук
- Постановник спецефектів: Оксана Прохненко
- Піротехніки: Дмитро Стеценко, Володимир Демиденко, Ренат Хасанов, Руслан Ляшенко
- Постановник трюків: Павло Авілов
- Каскадери: Андрій Безверхній, Роман Коржук, Святослав Бараболя, Владислав Велічковський
- Кінні каскадери: «українські Козаки» Олега Юрчишина: Анастасія Колосюк, Леонід Ярмусь, Сергій Коліух, Микола Мартюк, Олег Юрчишин
- Постановник трюків Песиголовця: Сергій Осадчук
- Створення образу Песиголовця: Олег Цось

## Виробництво

### Кошторис
У 2013 році стрічка перемогла на 4-му пітчингу Держкіно. Загальний бюджет стрічки тоді заявлявся розміром у 63 мільйони гривень, серед яких частка держфінансування склала 19 мільйонів.
У лютому 2018 року з'явилася інформація ніби у 2017 році Держкіно рішенням колегії вирішило профінансувати державним коштом на 100 % «як просвітницькі ігрові фільми патріотичного спрямування» два фільми: «Толока» та «Максим Оса». Але у серпні 2018 року фільм «Максим Оса» не зумів увійти у топ фільмів, які профінансує держава згідно з результатами патріотичного пітчингу до Мінкульту, посівши 76 місце з середнім балом 33,3. Тоді на патріотичному пітчингу Мінкульту творці фільму просили у в держави 22 мільйони гривень (цього разу заявлений бюджет стрічки — 59,8 мільйонів гривень).
У червні 2018 року зі звітів ProZorro стало відомо, що Держкіно у червні 2018 року виділило творцям фільму 17,2 мільйонів гривень або 45,2 % загального кошторису (цього разу заявлений бюджет стрічки — 38,1 мільйон гривень).
У березні 2019 року зі звітів «Українського культурного фонду» стало відомо, що творці фільму просять в УКФ 14,5 мільйонів гривень (цього разу заявлений бюджет стрічки — 31,7 мільйон гривень). Та від УКФ творці не змогли отримати фінансування.

### Знімання

#### 2012—2019
Інформація про бажання екранізувати комікс у фільм з'явилася у 2012 році. Відтоді, фільм змінював команди і режисерів. Ці зміни встигли охрестити «виробничим пеклом».
У 2013 режисером фільму мав стати Олексій Мамедов, автор телесеріалу «Свати».
Після 2013 року проєкт був законсервований, але у 2015 виробництво ніби поновилося з новим режисером — Іваном Сауткіним. Й 7 червня 2015 року проєкт та перший трейлер було представлено в рамках першого українського фестивалю популярної культури Kyiv Comic Con.
У травні 2019 року виробник фільму ТОВ «Кіностудія дитячих та юнацьких фільмів ім. О. О. Ханжонкова» змінив власника і директора. Відтак генеральним продюсером стрічки став Валерій Боровик, а до цього ним був Олексій Шапарев. Безпосередньо кіновиробництвом зайнялась продюсерська група в складі: Наталії Вітрук, Олександра Дмитренка та Дмитра Хільченка.
3 червня 2019 року відбулося засідання Ради з державної підтримки кінематографії, на якому затвердили заміну режисера. Отже, режисер знову змінився — замість Івана Сауткіна ним став режисер фільмів «Халепа на 5 baksiv» та «Королі репу» Мирослав Латик. Новообраний режисер проєкту поділився своєю думкою з приводу стилістики фільму і запропонував знімати «Максима Осу» більш нуарно, у стилі DC Universe.
За короткі терміни було переписано сценарій, проведено кастинг акторів, зібрано всю групу із кількох департаментів, проведено підготовку трюків та навчання акторів цим трюкам, підбір локацій, розроблено нові образи та костюми, сплановано та втілено у життя одразу кілька сотень квадратних метрів знімальних майданчиків. У грудні 2019 року команда знімала натурні сцени у лісі під Києвом. Було кілька локацій, які відтворювали: дорогу від межового замку пана Йожефа Пшелуцького до шинка Нахмана, старе кладовище у лісі, болото і кілька різних схованок Відьми.
А також наприкінці грудня 2019 у Кам'янці-Подільському Хмельницької області протягом п'яти днів знімали частину натурних епізодів «Максима Оси». Зокрема у Кам'янець-Подільському державному історичному музеї-заповіднику і Національному історико-архітектурному заповіднику «Кам'янець».

#### 2020—2021
У січні 2020 року фільм знімали у Пущі-Водиці Київської області, де відтворили локацію шинка Нахмана. А в лютому 2020 року — у селі Великі Межирічі Рівненської області. Там зафільмували як натурні, так і інтер'єрні сцени, зокрема, дорогу до замку, дорогу від шинка у напрямку Дикого Поля та старий костел.
Завершення знімального процесу планували на березень 2020 року. Це мали бути фінальні чотири дні інтер'єрних сцен. Проте саме тоді було введено жорсткі карантинні обмеження і перший локдаун, під час якого скасували всі масові заходи, у тому числі знімання кіно, не працювали заклади громадського харчування, скасували залізничні перевезення і ввели ряд інших обмежень. Група вирішила розпочати монтаж відзнятого матеріалу. Весна та літо пройшли у постпродакшені.
Влітку було прийнято зміни до карантинних обмежень, які розблокували роботу творчих об'єднань і дозволили працювати над виготовленням відеопродукції, у тому числі — кіно. Команда почала планувати новий графік, спираючись на обмеження за кількістю людей, які можуть бути присутніми на знімальному майданчику одночасно. Так, чотири знімальні дні перетворились на три, а команда фільму зазнала чергових змін по кількох департаментах одночасно. Наприклад, оператора-постановника Костянтина Пономарьова замінила Тетяна Дуднік. До логістичних рішень довелось додати тестування на COVID-19 і задачу, як привезти одну з актрис з-за кордону, де вона проживає, а регулярне авіасполучення було все ще відсутнє.
Знімальний процес змогли відновити аж у жовтні 2020 року. Інтер'єрні сцени знімались у Кам'янці-Подільському, зокрема, на території Кам'янець-Подільського державного історичного музею-заповідника, Національного історико-архітектурного заповідника «Кам'янець» та кафе «Ситий митник» у Будинку польського магістрату. На цих локаціях група відтворила замок князя Пшелуцького.
Одразу по завершенню інтер'єрного знімання група повернулась до постпродакшену. І впродовж 2 місяців закінчила роботу над стрічкою. Фільм було прийнято до розгляду Держкіно у грудні 2020 року без змін до визначеного графіка. Попри всі перипетії, команді вдалось вчасно виконати свої зобов'язання. Рада з державної підтримки кінематографії прийняла стрічку і рекомендувала до показу.

## Права на фільм
5 січня 2023 показ фільму вийшов на стрімінговому сервісі Netflix.

## Рецензії на фільм
Андрій Кокотюха схарактеризував фільм як першу екранізацію коміксу, створеного на питомо українському матеріалі. Попри це фільм з коміксом єднають тільки персонажі та детективна основа сюжету. Кокотюха наголосив, що від «Максима Оси» не слід очікувати історичної достовірності, бо жанрово фільм є нуаром чи неонуаром, де більшу вагу мають атмосфера та персонажі. Тому краще «не ставити поруч „Максима Осу“ та „Вогнем і мечем“ чи щось подібне. Аналоги фільму Єжи Гоффмана знайдуться і в історії українського кіно. Стрічка Мирослава Латика — поки що без аналогів».
Микита Казимиров з ITC.ua писав: «Це цілісна та лаконічна історія, яка виконує всі поставлені перед нею завдання на відмінно. Це кіно можна радити дивитися абсолютно всім й не заради підтримки українського кінематографа, як це зазвичай буває, а лише з огляду на те, що стрічка й справді вийшла гідною». Якщо порівнювати загальний настрій «Максима Оси та золота Песиголовця» з відомими творами, то це оповідання з серії «Відьмак», фільми Квентіна Тарантіно, місцями «Відьма з Блер». З недоліків було названо деякі сцени, що відбуваються в тиші, та відсутність масовки.
На думку Дмитра Десятерика з «Детектора медіа», фільм має недоліки, зумовлені браком коштів. А саме малу різноманітність декорацій і персонажів. Ці обмеження режисер Мирослав Латик подолав завдяки влучним діалогам, атмосфері нуарової драми та музиці Максима Ячменя. Вдалися також персонажі, що проявляються як типажі, а не просто костюмовані актори. Неоднозначно описувалася наявність кривавих і винахідливих сцен у стилі Тарантіно. Та в підсумку «Все це працює, рухається в потрібному напрямі та з потрібною швидкістю».

## Цікаві факти
- Мирослав Латик відпустив і носив вуса, бо дав обітницю носити вуса до завершення знімального процесу проєкту. У останній знімальний день після режисерського «Стоп, знято» — він зголив вуса при команді[3].
- Через усі карантинні обмеження акторам не можна було понад рік навіть мінімально змінювати зовнішність — ніяких кардинальних стрижок, фарбування волосся. Не можна було ні набрати, ні скинути вагу, затверджену в образ.
- Під час знімання сцен у труні в одного з акторів, присутніх в кадрі, саме був день народження.
- Щоб повністю одягнути та підготувати акторку Анастасію Михальчук до виконання своєї ролі Відьми, їй доводилось приїжджати за 1,5 години до початку знімання.
- Володимир Гурін під час знімання мав зачіску із залисинами, яку йому дбайливо вибривали, тому в звичайному житті, поза майданчиком, йому довелось носити шапку, виконавець ролі Анджейки обрав до свого стилю шапку-біні.